# Энке, Карин
Карин Энке (нем. Karin Enke, известная также под другими фамилиями — Каниа, Буш, Энке-Рихтер, Энке-Майер, родилась 20 июня 1961 в Дрездене, ГДР) — восточногерманская конькобежка, 3-кратная олимпийская чемпионка и 5-кратная призёр Олимпийских игр, 5-кратная чемпионка мира в классическом многоборье, 6-кратная чемпионка мира в спринтерском многоборье, 4-кратная серебряный призёр чемпионата мира, 3-кратная серебряный призёр чемпионата Европы, обладатель Кубка мира, 17-кратная чемпионка и 7-кратная призёр чемпионата ГДР.

## Биография
Карин Энке занялась фигурным катанием в возрасте 4,5 лет в клубе "SC Einheit Dresden". Её брат был на пять лет старше неё и тоже занимался фигурным катанием. Мама с Карин посещала тренировки брата и постепенно записала дочь в секцию. Брат занимался недолго и не стал дальше тренироваться Она дважды получала бронзовые медали на чемпионате ГДР в женском одиночном катании и представляла Восточную Германию на чемпионате Европы в 1977 году, где была 9-й.
После прыжков она часто падала и у неё были травмы локтей. Кроме того в 16 лет у неё появились проблемы с координацией на льду, так как она быстро росла и поэтому оставила фигурное катание. В то время она училась в ДЮСШ (Детко-юношеской спортивной школе), и чтобы продолжать учиться дальше, ей надо было заниматься каким-нибудь спортом. В феврале 1978 года тренер с конькобежной секции предложил ей попробовать себя в конькобежном спорте. Её тренером в клубе «Эйнхейт-Дрезден» стал бывший хоккеист Райнер Мунд.
Уже в своём первом сезоне 1978/79 в конькобежном спорте Карин участвовала на чемпионате ГДР, а через год выиграла в забеге на 1000 м, стала 2-й на 1500 м и 3-й на 500 м. В январе 1980 года она дебютировала на чемпионате мира в классическом многоборье и в феврале на чемпионате мира в спринтерском многоборье завоевала неожиданно золотую медаль. Через несколько дней она впервые участвовала на зимних Олимпийских играх в Лейк-Плэсиде, где на дистанции 500 м финишировала с результатом 41,78 сек и выиграла золотую медаль, а вот в забеге на 1000 м остановилась в шаге от подиума, заняв 4-е место.
В январе 1981 года Карин стала серебряным призёром в многоборье на чемпионате Европы в Херенвене, через месяц выиграла ещё серебро на чемпионате мира в классическом многоборье, а в марте стала во-второй раз чемпионом в многоборье на спринтерском чемпионате мира в Гренобле. Следующие 3 года она ещё дважды поднималась на 2-е место европейского чемпионата 1982 и 1983 года, дважды становилась чемпионкой мира в классическом многоборье в 1982 и 1984 года, а также дважды чемпионкой в спринте в 1983 и 1984 году.
В 1984 году на зимних Олимпийских играх в Сараево Карин завоевала ещё два золота на дистанциях 1000 м с олимпийским рекордом 1:21,61 сек и 1500 м с мировым рекордом 2:03,42 сек, а также два серебра на 500 м и 3000 м. После игр она взяла декретный отпуск, родила сына и пропустила целый сезон. Вернувшись в сезоне 1985/86 она вновь стала первой на чемпионате мира в классическом многоборье и на спринтерском чемпионате мира. Тогда же стала обладателем Кубка мира на дистанции 1000 м. В марте 1986 года в Алма-Ате на матче сборных СССР-ГДР первой среди женщин преодолела 1500 м менее чем за 2 минуты (1:59:30), следом установила ещё мировой рекорд в сумме многоборья, набрав в сумме 168,272 балла.  В 1987 году Карин Энке вновь победила на чемпионате мира в классическом многоборье и на спринтерском чемпионате.
В январе 1988 года на чемпионате мира в спринтерском многоборье в Уэст-Эллисе она финишировала 2-й, через месяц на своих третьих зимних Олимпийских играх в Калгари выиграла серебряные медали на дистанциях 1000 м и 1500 м, а также бронзовую в забеге на 500 м. На дистанции 3000 м заняла 4-е место. Сразу после игр Карин выиграла в пятый раз чемпионат мира в классическом многоборье. В том же году, в возрасте 26 лет завершила карьеру.
По числу олимпийских наград (8) в конькобежном спорте (как среди мужчин, так и среди женщин) Энке уступает только Клаудии Пехштайн (9).

## Результаты выступлений
| Год  | ЧМ Европы | ЧМ мира многоборье  | ЧМ мира спринт | Олимпийские игры                       | Кубок мира                      |
| ---- | --------- | ------------------- | -------------- | -------------------------------------- | ------------------------------- |
| 1980 |           | NC17 (5, 21, 12, -) | · (, )         | 500 м · 4e 1000 м                      |                                 |
| 1981 | · (, , 7) | · (, , 5)           | · (, )         |                                        |                                 |
| 1982 | · (4, , ) | · (, , 5)           | · (, )         |                                        |                                 |
| 1983 | · (, )    | · (, 4, , 8)        | · (, )         |                                        |                                 |
| 1984 |           | · (, )              | · (, )         | 500 м · 1000 м · 1500 м · 3000 м       |                                 |
| 1985 |           |                     |                |                                        |                                 |
| 1986 |           | · (, , 4)           | · (, )         | 500 м · 1000 м · 1500 м · 3k/5k        |                                 |
| 1987 |           | · (, )              | · (4, , )      | 5e 500 м 8e 1000 м 6e 1500 м 17e 3k/5k |                                 |
| 1988 |           | · (, )              | · (, )         | 500 м · 1000 м · 1500 м · 4e 3000 м    | 500 м · 1000 м · 1500 м · 3k/5k |

(#, #, #, #) = результаты на отдельных дистанциях в порядке забегов (500 м, 1000 м, 500 м, 1000 м) — для чемпионата в спринтерском многоборье и (500 м, 3000 м, 1500 м, 5000 м) для чемпионата в классическом многоборье.

## Награды
- 1991 год - удостоена награды „Трофей Жака Фавара“ за достижения в своей жизни.

## Личная жизнь
Урождённая Энке, Карин вследствие трёх замужеств также носила фамилии Буш (нем. Busch — вышла замуж в 1981 году и в сезоне 1981/82 выступала как Карин Буш. Брак продлился недолго и в сезонах 1982/83 и 1983/84 выступала под девичьей фамилией Энке), Каниа-(Энке) (нем. Kania — с сезона 1984/85 до конца карьеры), после второго замужества за своим тренером Рудольфом Кания, Энке-Рихтер (нем. Enke-Richter — после завершения спортивной карьеры). От второго брака с Рудольфом Кания имеет сына Александра 1985 года рождения. После спортивной карьеры проходила профессиональную подготовку по специальности косметолог, работала в Дрезденском сервисном комбинате. После 1989 года родила двух дочерей Лауру (1991) и Сару-Марию (1992), (которые сейчас живут и работают в Вене) и в течение 15 лет была домохозяйкой и матерью троих детей. По совету своего нынешнего мужа Карин обучалась в Дрезденском техническом университете педагогических наук и в 2009 году получила диплом по специальности "Социальное образование. В настоящее время она является исполнительным директором GESOP в Дрездене, общества социальной психиатрической помощи на уровне общин. Её занятия спортом теперь ограничиваются ездой на велосипеде, пешим туризмом или йогой. Карин ходит в театр и является заместителем председателя общества поддержки Дрезденского государственного театра. Кроме того увлечена классической музыкой вместе со своим четвёртым мужем австрийцем Петером Майером.